# لوسيل ستون
لوسيل ستون (بالإنجليزية: Lucille Stone)‏ هي لاعب كرة قاعدة أمريكية، ولدت في 26 ديسمبر 1925 في بوسطن في الولايات المتحدة، وتوفيت في 20 مايو 2016 في بوزاردز باي في الولايات المتحدة.